# Eurocanadienses
Se denominan eurocanadienses a los canadienses de origen europeo o de raza blanca. Hoy conforman el grupo racial más numeroso de Canadá.
Los franceses fueron los primeros colonos europeos que se establecieron permanentemente en lo que hoy es Canadá. Hélène Desportes es considerada la primera persona blanca en haber nacido en Nueva Francia. Nació por 1620, hija de Pierre Desportes (nacido en Lisieux, Normandía) y Françoise Langlois.
La mayoría de los eurocanadienses son de origen británico y francés, aunque también hay millones que son de origen alemán, italiano, holandés y de otras regiones europeas.
En el censo de 2011, 20.157.965 canadienses afirmaron ser de origen europeo (61.4% de la población canadiense), mientras que el resto de blancos se consideraron "canadienses", "americanos", "quebequenses" o de otro origen norteamericano.

## Historia
Tradicionalmente Canadá ha sido un país de inmigrantes europeos hasta la década de 1970, cuando el Acta de Inmigración, 1976 fue modificada en 1978 y se dio prioridad a refugiados y desplazados, por tanto minorías visibles, para migrar a Canadá.
La siguiente tabla muestra el incremento poblacional de los eurocanadienses desde el censo de 1871. Sin embargo, el porcentaje ha ido disminuyendo desde los años 60 hasta alcanzar a su punto más bajo en 2011, tendencia que se dice que continuará.
| Año  | Población  | % de Canadá | Año  | Población  | % de Canadá |
| ---- | ---------- | ----------- | ---- | ---------- | ----------- |
| 1871 | 3 433 315  | 98.5%       | 1971 | 20 763 915 | 96.3%       |
| 1881 | 4 146 900  | 95.9%       | 1981 | 22 402 000 | 93.0%       |
| 1901 | 5 170 522  | 96.0%       | 1991 | -          | -           |
| 1911 | 7 005 583  | 94.4%       | 1996 | 24 531 640 | 86.0%       |
| 1921 | 8 568 584  | 96.0%       | 2001 | 24 678 870 | 83.3%       |
| 1931 | 10 134 313 | 97.7%       | 2006 | 25 000 165 | 80.0%       |
| 1941 | 11 242 868 | 97.8%       | 2011 | 25 186 890 | 76.7%       |
| 1951 | 13 582 574 | 96.8%       |      |            |             |
| 1961 | 17 653 864 | 96.8%       |      |            |             |

Aunque los canadienses de origen europeo continúan siendo el grupo mayoritario en Canadá, el país está enfrentando el cambio demográfico más rápido de todo Occidente, que ocasionará que para 2100 apenas el 20% de la población de Canadá será blanca, y que ciudades como Vancouver y Toronto sean de mayoría no blanca en pocas décadas.